# Lake Buchanan (Queensland)
Der Lake Buchanan ist ein flacher Salzsee im Pentland im nördlichen Queensland von Australien. Er liegt im Barkly Tableland. Er ist ungefähr 28 km lang und an der breitesten Stelle 8 km breit mit insgesamt 117 km² Fläche. Er gehört zum Einzugsgebiet des Thomson River und ist Teil der Desert Uplands Bioregion. Der See unterscheidet sich von allen anderen Salzseen Australiens dadurch, dass er sehr hoch liegt, im Great Dividing Range. Er ist nicht sehr tief und das Wasser leicht salzhaltig. Um den See herum gibt es Grasland. Im Schnitt fällt im Jahr 60 mm Regen. Der See wurde nach dem Entdecker Nathaniel Buchanan benannt.
Im See leben eine Reihe von bedeutenden Spezies, die erst kürzlich entdeckt und wahrscheinlich endemisch sind. Um den See leben Zwergbartagamen.